# Vitstjärtad kronsångare
Vitstjärtad kronsångare (Phylloscopus intensior) är en fågel i familjen lövsångare inom ordningen tättingar.

## Utseende och läten
Vitstjärtad kronsångare är en liten (10–11) och tydligt tecknad lövsångare, påminnande om kungsfågelsångare med släktingar genom sitt gulvita ögonbrynsstreck, centrala hjässband, dubbla vingband och vitt på yttre stjärtpennorna. Den saknar dock en ljus fläck på övergumpen och vita teckningar på tertialerna. Vidare är den större och mer långnäbbad med mestadels ljus undre näbbhalva.
Fågeln är mycket lik hmongsångare (P. olgiviegranti) som tidigare behandlades som underart. Denna har dock mindre vitt i stjärten, mycket gulare undersida och gulgrönare ovansida. Sången skiljer sig också, vanligen en stigande eller fallande fras som upprepas två till tre gånger istället för en cirka 1,5 sekunder lång melodi utan upprepat mönster.

## Utbredning och systematik
Vitstjärtad kronsångare delas i dag normalt in i två underarter med följande utbredning:
- Phylloscopus intensior muleyitensis – sydvästligaste Kina till östra Myanmar, norra Thailand, norra Laos och Tonkin
- Phylloscopus intensior intensior – sydöstra Thailand (Tratprovinsen) till bergstrakter i norra Kambodja

### Taxonomi
Arten har en komplicerad taxonomisk historia och det råder inte konsensus än idag om vare sig vilket släkte arten bör placeras i, vilka populationer som bör inkluderas i arten eller vad dessa ska heta. 
Tidigare kallades arten Phylloscopus davisoni, antingen omfattande endast taxonet davisoni eller inkorporerande hmongsångare (P. olgiviegranti). DNA-studier har visat att arterna i Phylloscopus inte är varandras närmaste släktingar, där vissa arter istället står närmare Seicercus. Olika auktoriteter hanterar detta på olika vis. De flesta expanderar numera  Phylloscopus till att även inkludera Seicercus-arterna. I och med det skapas dock namnkonflikt mellan en underart till gulbröstad sångare (tidigare Seicercus montis davidianus) och vitstjärtad kronsångare. Den förra har prioritet, varför vitstjärtad kronsångares taxon davidianus tilldelats ett nytt namn, muleytensis. 
Studier har också visat att taxonet intensior , tidigare behandlat som underart till hmongsångare (Phylloscopus ogilviegranti) istället är närmare släkt med muleytensis. De flesta auktoriteter inkluderar det därför numera i vitstjärtad kronsångare, som därmed får det vetenskapliga artepitetet intensior.
Internationella taxonomiska auktoriteten Howard & Moore behåller dock intensior i ogilviegranti. I kombination med att de istället valt att flytta över ett antal arter från Phylloscopus till Seicercus får det till följd att vitstjärtad kronsångare i deras taxonomi får det vetenskapliga namnet Seicercus muleytensis.

### Familjetillhörighet
Lövsångarna behandlades tidigare som en del av den stora familjen sångare (Sylviidae). Genetiska studier har dock visat att sångarna inte är varandras närmaste släktingar. Istället är de en del av en klad som även omfattar timalior, lärkor, bulbyler, stjärtmesar och svalor. Idag delas därför Sylviidae upp i ett antal familjer, däribland Phylloscopidae. Lövsångarnas närmaste släktingar är familjerna cettior (Cettiidae), stjärtmesar (Aegithalidae) samt den nyligen urskilda afrikanska familjen hylior (Hyliidae).

## Status och hot
Arten har ett stort utbredningsområde, men tros minska i antal, dock inte tillräckligt kraftigt för att den ska betraktas som hotad. Internationella naturvårdsunionen IUCN listar arten som livskraftig (LC). Världspopulationen har inte uppskattats men den beskrivs som vanlig i det mesta av utbredningsområdet, i Thailand mycket vanlig.